# Marije Bursać
La rue Marije Bursać (en serbe cyrillique : Марије Бурсаћ) est située à Belgrade, la capitale de la Serbie, dans la municipalité de Zemun et dans le quartier de Gornji Grad.
Elle est ainsi nommée en hommage à Marija Bursać (1921-1923), qui s'est battue aux côtés des Partisans au cours de la Seconde Guerre mondiale et a reçu le titre de Héros national de la Yougoslavie.

## Parcours
La rue Marije Bursać naît à la hauteur de la rue Milana Uzelca. Elle s'oriente vers le sud et croise les rues Sestara Milovanović et Lazara Savatića (à droite) puis les rues Vinarska et Dr Milivoja Babića (à gauche), les rues Karla Soprona, Koruška et Grmečka (à droite). Elle se termine à la hauteur de la rue Studentska qui la relie à l'autoroute de Zagreb.

## Santé
Le siège du Centre de gérontologie de Belgrade (Gerontološki centar Beograd) est situé 49 rue Marije Bursać, dans la maison de retraite de Bežanijska kosa ; créé dans les années 1960, il est affilié à l'European Social Network (ESN), le « réseau social européen ».

## Transports
La rue est desservie par la ligne de bus 77 (Zvezdara – Hôpital de Bežanijska kosa) de la société GSP Beograd.